# Osservatorio di Nihondaira
| 4948 Hideonishimura | 3 novembre 1988  |
| 5508 Gomyou         | 9 marzo 1988     |
| 5741 Akanemaruta    | 2 dicembre 1989  |
| 5821 Yukiomaeda     | 4 novembre 1989  |
| 6236 Mallard        | 29 novembre 1988 |
| (18347) 1989 WU     | 20 novembre 1989 |

L'osservatorio di Nihondaira è un osservatorio astronomico giapponese situato sull'omonima collina che sovrasta la città portuale di Shimizu nella prefettura di Shizuoka, alle coordinate 34°58′13.3″N 138°28′05″E a 303 m s.l.m.. Il suo codice MPC  è "385 Nihondaira Observatory".
L'osservatorio conta tra le proprie strutture la stazione Oohira accreditata dal Minor Planet Center per la scoperta di sei asteroidi effettuate tra il 1988 e il 1989. 
Gli sono stati dedicati gli asteroidi 2880 Nihondaira e 8533 Oohira.